# Смолин, Анатолий Семёнович
Анатолий Семёнович Смолин (1 апреля 1957, Семенчино — 22 мая 2012 или 21 мая 2012, Чебоксары) — советский и российский деятель культуры, переводчик.

## Биография
Родился 1 апреля 1957 года в деревне Семенчино Козловского района Чувашской АССР.
После окончания в 1975 году Янгильдинской средней школы, служил в рядах Советской армии. Демобилизовавшись, работал в отделе культуры Козловского райисполкома. Затем окончил филологический факультет Чувашского государственного университета (ныне Чувашский государственный университет имени И. Н. Ульянова) и работал на кафедре чувашской литературы этого вуза.
С 1984 по 1996 год Анатолий Смолин работал на разных должностях работал в республиканском журнале «Силсунат» («Пегас») и четыре года возглавлял редакцию этого детско-подросткового издания. С 1996 по 1999 год являлся пресс-секретарем президента Чувашской Республики (ныне глава Чувашской Республики).
А. И. Смолин занимался переводческой деятельностью. На русский язык он перевёл произведения ряда чувашских поэтов: К. Иванова, М. Сеспеля, Я. Ухсая, П. Хузангая, Ю. Айдаша, П. Афанасьева и других. Также переводил с русского языка на чувашский стихотворения А. Пушкина, С. Есенина, И. Елисеева. Он выпустил более десяти сборников стихов и прозы на русском и чувашском языках.
Умер 22 мая 2012 года в Чебоксарах, где и был похоронен.

## Награды
Анатолий Смолин является «Заслуженным работником культуры Чувашской Республики». За книгу «Саврам» («Круг») ему была присуждена республиканская премия Комсомола им. М. Сеспеля. Также был удостоен премии им. Марфы Трубиной и Геннадия Айги.

## Память
В Козловском районном Доме культуры проходят ежегодный открытый поэтический конкурс «Смолинские чтения», посвященный памяти поэта и переводчика Анатолия Смолина. В фондах Государственной книжной палаты Чувашской Республики хранятся книги и переводы А. С. Смолина, более 200 стихотворений, поэм, статей, опубликованных на страницах республиканских, районных газет и журналов, а также литература о нём.